# Tàcit (cràter)

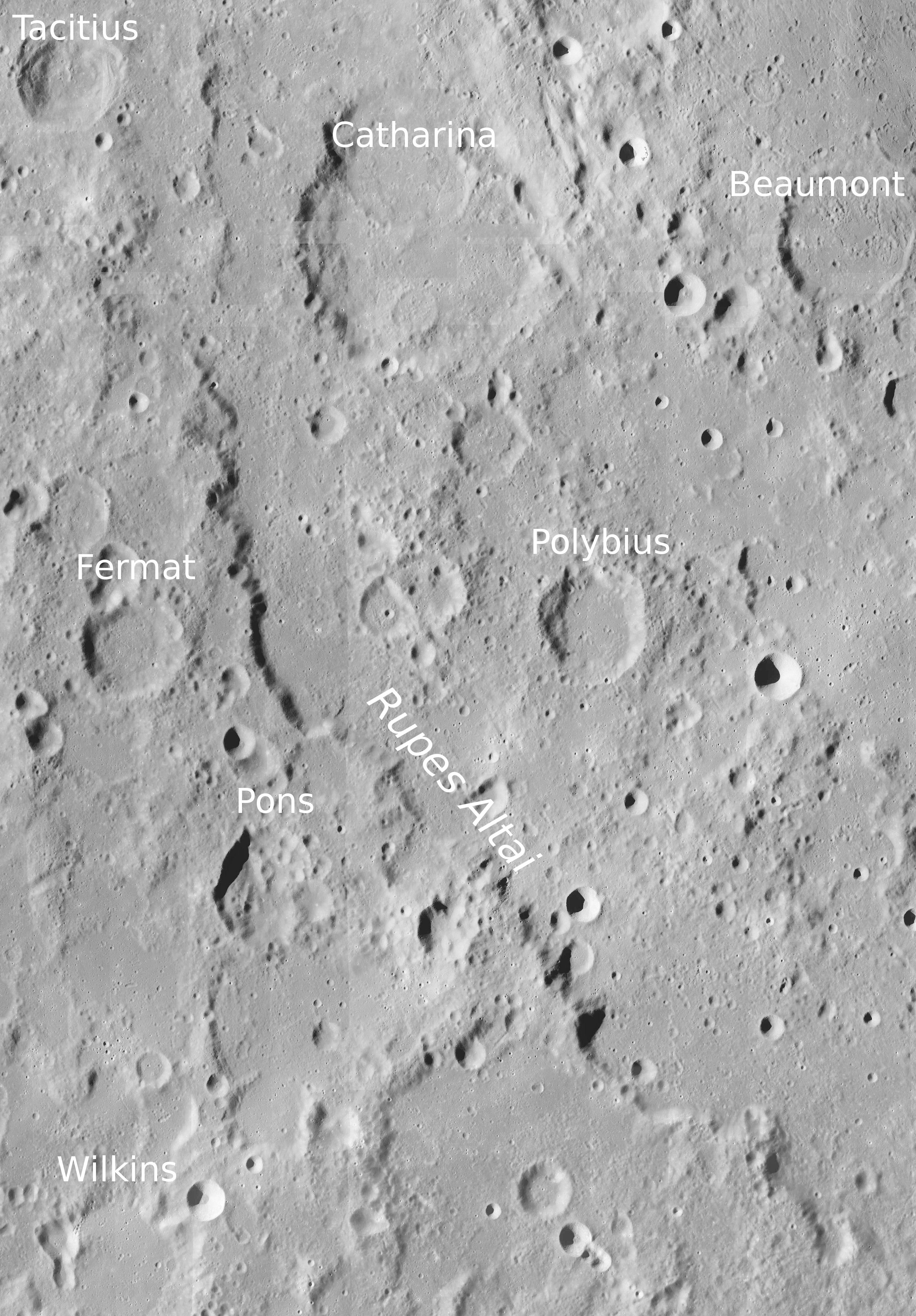
Fotografia de la missió Lunar Reconnaissance Orbiter

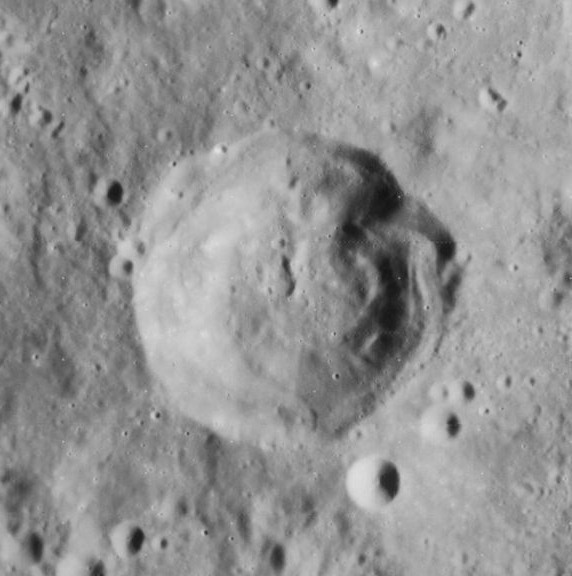
Fotografia de la missió Lunar Orbiter 4 (1967)

Tàcit és un cràter d'impacte lunar localitzat al nord-oest del cràter Caterina, en l'extensió nord de l'alineació de la cresta Rupes Altai. Directament a l'oest es troba el cràter Almanon, i al nord-est apareix Ciril. Al sud-est de Tàcit es troba una llarga cadena de cràters anomenada Catena Abulfeda. Aquesta cadena s'estén cap al nord-oest des de la vora oriental del Rupes Altai, continuant per més de 200 quilòmetres.

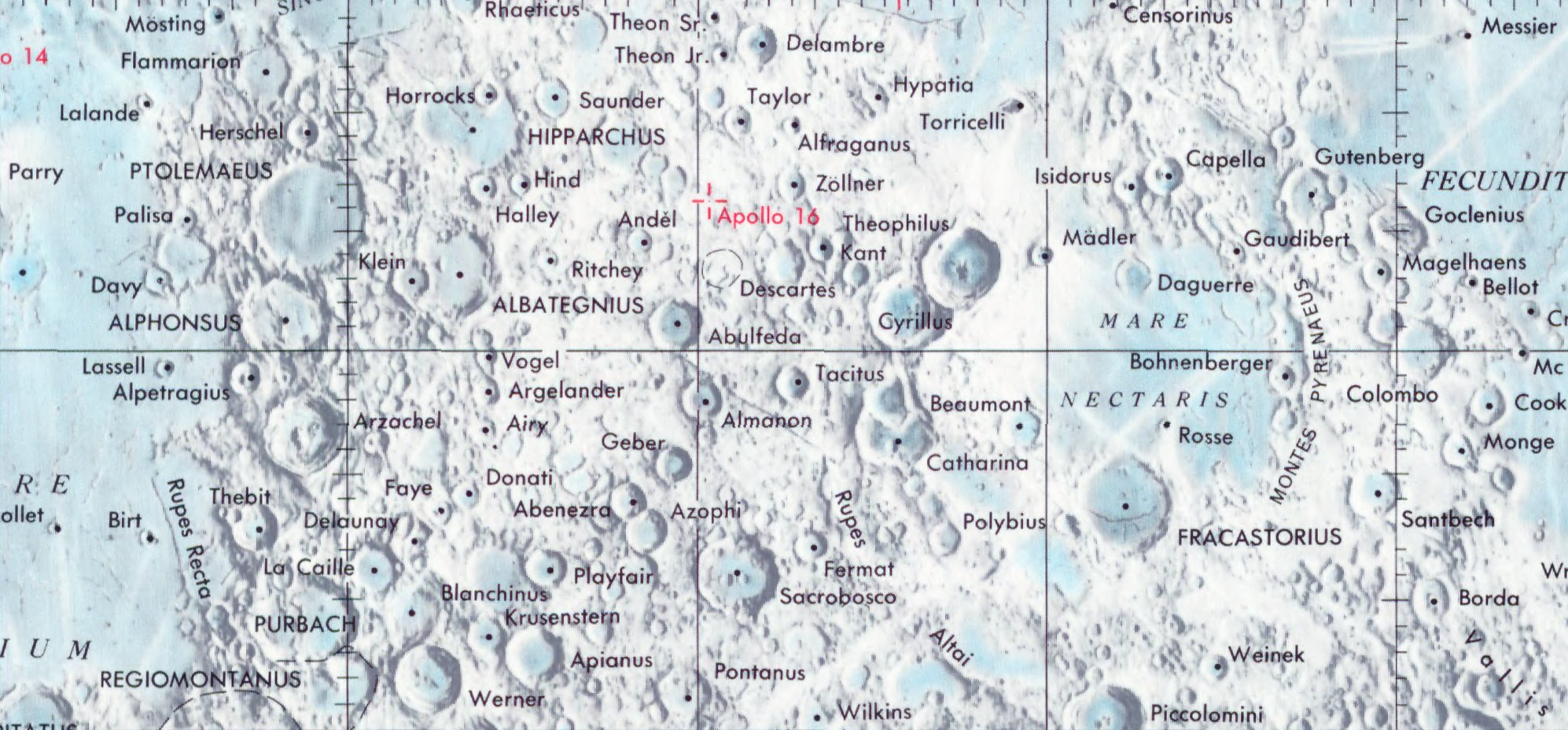
Localització de Tàcit (centre de la imatge)

El cràter acaba en una cresta que forma part del Rupes Altai. La paret exterior presenta una petita rampa, i les superfícies interiors són terraplenades. El brocal posseeix un contorn lleugerament poligonal. Una cresta de poca altura recorre el sòl del cràter al costat de la paret nord.
El seu nom commemora a l'escriptor romà del segle I Tàcit.

## Cràters satèl·lit
Per convenció aquests elements són identificats en els mapes lunars posant la lletra en el costat del punt central del cràter que està més proper a Tàcit.
|       | \| Tàcit \| Coordenades \| Diàmetre \| \| ----- \| ------------------------------------ \| -------- \| \| A \| 17° 24′ S, 20° 30′ E / 17.4°S,20.5°E \| 11 km \| \| B \| 14° 00′ S, 20° 24′ E / 14.0°S,20.4°E \| 13 km \| \| C \| 13° 36′ S, 19° 48′ E / 13.6°S,19.8°E \| 9 km \| \| D \| 13° 30′ S, 21° 00′ E / 13.5°S,21.0°E \| 15 km \| \| E \| 13° 54′ S, 20° 06′ E / 13.9°S,20.1°E \| 9 km \| \| F \| 17° 06′ S, 17° 36′ E / 17.1°S,17.6°E \| 10 km \| \| G \| 17° 24′ S, 18° 12′ E / 17.4°S,18.2°E \| 6 km \| \| H \| 17° 48′ S, 18° 30′ E / 17.8°S,18.5°E \| 7 km \| \| J \| 14° 54′ S, 19° 42′ E / 14.9°S,19.7°E \| 3 km \| \| K \| 13° 06′ S, 20° 06′ E / 13.1°S,20.1°E \| 3 km \| \| L \| 14° 24′ S, 20° 54′ E / 14.4°S,20.9°E \| 6 km \| \| M \| 13° 54′ S, 21° 30′ E / 13.9°S,21.5°E \| 6 km \| \| N \| 16° 54′ S, 19° 24′ E / 16.9°S,19.4°E \| 7 km \| \| O \| 14° 00′ S, 21° 54′ E / 14.0°S,21.9°E \| 5 km \| \| Q \| 18° 00′ S, 20° 30′ E / 18.0°S,20.5°E \| 5 km \| \| R \| 16° 42′ S, 19° 42′ E / 16.7°S,19.7°E \| 5 km \| \| S \| 14° 30′ S, 19° 06′ E / 14.5°S,19.1°E \| 10 km \| \| X \| 15° 48′ S, 18° 12′ E / 15.8°S,18.2°E \| 4 km \| |          |
| Tàcit | Coordenades | Diàmetre |
| A     | 17° 24′ S, 20° 30′ E / 17.4°S,20.5°E | 11 km    |
| B     | 14° 00′ S, 20° 24′ E / 14.0°S,20.4°E | 13 km    |
| C     | 13° 36′ S, 19° 48′ E / 13.6°S,19.8°E | 9 km     |
| D     | 13° 30′ S, 21° 00′ E / 13.5°S,21.0°E | 15 km    |
| E     | 13° 54′ S, 20° 06′ E / 13.9°S,20.1°E | 9 km     |
| F     | 17° 06′ S, 17° 36′ E / 17.1°S,17.6°E | 10 km    |
| G     | 17° 24′ S, 18° 12′ E / 17.4°S,18.2°E | 6 km     |
| H     | 17° 48′ S, 18° 30′ E / 17.8°S,18.5°E | 7 km     |
| J     | 14° 54′ S, 19° 42′ E / 14.9°S,19.7°E | 3 km     |
| K     | 13° 06′ S, 20° 06′ E / 13.1°S,20.1°E | 3 km     |
| L     | 14° 24′ S, 20° 54′ E / 14.4°S,20.9°E | 6 km     |
| M     | 13° 54′ S, 21° 30′ E / 13.9°S,21.5°E | 6 km     |
| N     | 16° 54′ S, 19° 24′ E / 16.9°S,19.4°E | 7 km     |
| O     | 14° 00′ S, 21° 54′ E / 14.0°S,21.9°E | 5 km     |
| Q     | 18° 00′ S, 20° 30′ E / 18.0°S,20.5°E | 5 km     |
| R     | 16° 42′ S, 19° 42′ E / 16.7°S,19.7°E | 5 km     |
| S     | 14° 30′ S, 19° 06′ E / 14.5°S,19.1°E | 10 km    |
| X     | 15° 48′ S, 18° 12′ E / 15.8°S,18.2°E | 4 km     |